# E! True Hollywood Story
The E! True Hollywood Story es una serie documental de televisión de la E! Entertainment Television y el canal DBS que trata de celebridades famosas de Hollywood, películas, televisión y figuras públicas muy conocidas. Entre los temas cubiertos por el programa incluye los jugosos relatos de los secretos de Hollywood, escándalos televisivos, asesinatos y misterios de celebridades, biografías de estrellas porno, y «Dónde están ahora?», investigaciones de pequeñas estrellas de años atrás. Frecuentemente ofrece entrevistas profundizadas, imágenes de la sala del juicio y redacciones dramáticas. Los episodios algunas veces están actualizados para reflejar la vida o el estado actual de los sujetos.
The E! True Hollywood Story comenzó como una serie de especiales en 1996. Pero evolucionó hacia un programa semanal biográfico.
Los episodios duran una o dos horas, según el asunto cubierto. Hay más de cuatrocientas True Hollywood Stories.
El programa fue nominado para los Premios Emmy en 2001, 2002 y 2003.

## Episodios más vistos
1. Britney Spears (38 millones)
2. Friends (37.5 millones)
3. Playboy (33.1 millones)
4. Elvis Presley (33 millones)
5. American Idol (32.6 millones)
6. Desperate Housewives (30 millones)
7. Selena (28 millones)
8. Gilmore Girls (27 millones)
9. Maestro (25 millones)
10. Sex and the City (23.5 millones)
11. Prom Night (23 millones)
12. Mean Girls (22 millones)

## Lista de E! True Hollywood Stories

### Actores/actrices/otros
| - Ray Combs - Simon Cowell - Bob Crane - Doris Day - Sammy Davis Jr. - Patrick Dempsey - Johnny Depp - Bo Derek - Pete Duel - Kevin Costner - John Travolta - Shannen Doherty - Robert Downey Jr. - Hilary Duff - Dominique Dunne - Colin Farrell - Farrah Fawcett - Corey Feldman - Jane Fonda - Michael J. Fox - Redd Foxx - Judy Garland - Richard Gere - Mel Gibson - Peter Lawford - Melanie Griffith - Christina Ricci - Daryl Hannah - Melissa Joan Hart - Mariska Hargitay - Phil Hartman - David Hasselhoff - Joey Heatherton - Pee-Wee Herman - Dennis Hopper - Rock Hudson - Elizabeth Hurley - Angelina Jolie - Anissa Jones - Christopher Jones - Margot Kidder - Nicole Kidman - Judy Holliday - Tawny Kitaen - Sid & Marty Krofft - Kim Cattrall - Michael Landon - Heath Ledger - Brandon Lee - Emmanuel Lewis - Miley Cyrus | - Jerry Lewis - Heather Locklear - Lindsay Lohan - Jennifer Lopez - Kate Winslet - Steve McQueen - Tammy Faye Messner - Liza Minnelli - Marilyn Monroe - Dudley Moore - Mary Tyler Moore - Demi Moore - Mr. T - Jack Nicholson - Brigitte Nielsen - Nick Nolte - Jennifer Connelly - Rosie O'Donnell - Heather O'Rourke - Dolly Parton - Natalie Portman - Anthony Perkins - Dr. Phil - Mackenzie Phillips - River Phoenix - Dana Plato - Lisa Marie Presley - Freddie Prinze - The Rat Pack - Ryan Gosling - Keanu Reeves - Tara Reid - Burt Reynolds - Kelly Ripa - John Ritter - Dakota Fanning - Meg Ryan - Winona Ryder - Rebecca Schaeffer - Scott Schwartz - Steven Seagal - Rod Serling - William Shatner - Cybill Shepherd - Brooke Shields - Richard Simmons - Will Smith - Suzanne Somers - James Dean - Tori Spelling - James Stacy | - Craig Kingsbury - Ben Affleck & Matt Damon - Courtney Cox Arquette - Kirstie Alley - Sandra Bullock - Drew Barrymore - Mischa Barton & Kristin Cavallari - Jennifer Aniston - Kim Basinger - Halle Berry - Bill Bixby - Robert Blake - Linda Blair - Sonny Bono - Lara Flynn Boyle - Marlon Brando - Brad Pitt - Leonardo DiCaprio - Cameron Diaz - John Candy - Lynda Carter - Sharon Tate - Charlize Theron - Uma Thurman - Elizabeth Taylor - Liv Tyler - Jean-Claude Van Damme - Jim Carrey - Hervé Villechaize - Justin Timberlake - Andy Warhol - Mark Wahlberg - Adam West - Eva Longoria - Vanessa Williams - Natalie Wood - Sean Young - Selena Gomez - Renée Zellweger - Zac Efron - Nicole "Snooki" Polizzi - Sharon Stone - Sylvester Stallone - John Stamos - David Strickland - Hilary Swank - Julia Roberts - Macaulay Culkin - Lauren Chaplin - Cher - Sarah Jessica Parker |

### Atletas
| - Chris Benoit - Kobe Bryant - Rudy Galindo - Hulk Hogan - Anna Kournikova | - Dennis Rodman - O. J. Simpson - Mike Tyson - Venus y Serena Williams - Tai Babilonia y Randy Gardner | - Oksana Baiul - Dave Draper - Tonya Harding - Scott Hamilton - Bruce Jenner |

### Comediantes
| - John Belushi - Ellen DeGeneres - Chris Farley - Gallagher | - Andy Kaufman - Martin Lawrence - Richard Pryor - Gilda Radner | - Brett Butler - Cheech & Chong - Andrew Dice Clay - Andy Dick | - Kathy Griffin - Sam Kinison - Joe Piscopo - Paula Poundstone - Joan Rivers |

### Parejas y familias
| - Kirk Douglas y Michael Douglas - Goldie Hawn y Kate Hudson - Paris y Nicky Hilton - Whitney Houston y Bobby Brown - The Kennedys | - Sean Penn y Madonna - Lionel y Nicole Richie - Charlie Sheen and Denise Richards - Britney Spears y Kevin Federline - Arnold Schwarzenegger y Maria Shriver | - Steven y Liv Tyler - Luke y Owen Wilson - Kimberly y Rod Stewart - The Baldwin Brothers - Mary Kate y Ashley Olsen | - The Judds - The Kardashians - The O'Neals - David Beckham y Victoria Adams - Jessica Simpson |

### Criminales
| - Claudine Longet - Charles Manson - Michael Alig | - Christian Brando - Amy Fisher - Heidi Fleiss | - Mary Kay Letourneau - The Menendez Brothers - Andrea Yates |

### Reporteros
| - James Bacon - Rona Barrett - Katie Couric | - Jane Pauley - Geraldo Rivera - Giuliana Rancic |

### Directores/productores
| - Roman Polanski - Bob Fosse - Alfred Hitchcock | - Julia Phillips - Al Adamson - James Cameron |

### Cantantes
| - Britney Spears - Christina Aguilera - Paula Abdul - The Beach Boys - Brandy - Backstreet Boys - Mariah Carey - Karen Carpenter - Johnny Cash - Sean Combs - John Denver - Mama Cass Elliot - Missy Elliott - Eminem | - Marvin Gaye - Michael Hutchence - Janet Jackson - LaToya Jackson - Michael Jackson - Janis Joplin - Liberace - Little Richard - Tommy Lee - John Lennon - Courtney Love - Dean Martin - George Michael - The Monkees | - New Kids on the Block - *NSYNC - Wayne Newton - Olivia Newton-John - P!nk - Diana Ross - Frank Sinatra - Snoop Dogg - Spice Girls - Tiffany - Tiny Tim - Tanya Tucker - Village People - Amy Winehouse | - Rock Star Wives - The Pussycat Dolls - Elvis Presley - Selena Quintanilla-Perez - Country Girls - Shania Twain - Faith Hill - Dixie Chicks - Trisha Yearwood - Gretchen Wilson - Shelby Lynne - Jonas Brothers - Katy Perry - Usher |

### Entretenimiento adulto
| - John Holmes - Jenna Jameson - Traci Lords | - Linda Lovelace - Savannah - Ginger Lynn |

### Fashionistas
| - Gianni Versace | - Halston |

### Playboy/modelos
| - Kendra Wilkinson - Holly Madison - Pamela Anderson - Carmen Electra - Hugh Hefner - Jenny McCarthy - Bettie Page | - Anna Nicole Smith - Dorothy Stratten - Adrianne Curry - Jessica Hahn - Claudia Jennings - Rebekka Armstrong - The Barbi Twins - Kimora Lee Simmons |

### Supermodelos
| - Tyra Banks - Heidi Klum - Naomi Campbell - Gia Carangi - Janice Dickinson - Claudia Schiffer - Kate Moss | - Jerry Hall - Christie Brinkley - Margaux Hemingway - Lauren Hutton - Carrie Otis - Niki Taylor - Las supermodelos al desnudo |

### Presidentes
- Bill Clinton

### Reyes/princesas/billonarios
| - Grace Kelly - Carolina de Mónaco - Estefanía de Mónaco | - Diana, princesa de Gales - Donald Trump - Oprah Winfrey |

### Programas de juegos
| - Wheel of Fortune - El precio justo | - Family Feud - The Gong Show - Hollywood Squares |

### Películas
| - Scream - American Pie - Billy Jack - Chicas Bond - Harry Potter - Poltergeist - Diner - Dirty dancing - El Exorcista | - High School Musical - Flashdance - Jaws - Mean Girls - Scarface - Sixteen Candles - The Terminator - The Texas Chainsaw Massacre - Twilight Zone: The Movie |

### Programas de TV
| - 24 - American Idol - America's Next Top Model - The Bachelor - Batman - Baywatch - The Beverly Hillbillies - Beverly Hills, 90210 - Bewitched - Big Brother - Blossom | - Cheers - Clueless - The Cosby Show - Dallas - Dancing with the Stars - Dawson's Creek - Desperate Housewives - Diff'rent Strokes - Dynasty - Eight is Enough - The Facts of Life | - Friends - Full House - Growing Pains - I Dream of Jeannie - Magnum, P.I. - Melrose Place - Miami Vice - The Real World - Saved by the Bell - Seinfeld - Sex and the City | - Survivor - That 70's Show - The View - Modern Family - Gilmore Girls - The Apprentice - The Dukes of Hazzard - Lost - Glee - Gossip Girl - Heroes | - Hannah Montana - Home Improvement - I Love Lucy - L.A. Law - The Mickey Mouse Club - The Sopranos - Married with Children - The Partridge Family | - Who's the Boss? - Welcome Back Kotter - Ugly Betty - American Idol: Girls Rule - Roseanne - The Hills - Punky Brewster - The Brady Bunch |

### Investigaciones deTHS
| - Paparazzi - Secuestro - Porrista - Amor tras las rejas - Dentro de la mente de un asesino - Mujeres asesinas - Aguas peligrosas | - Pesadillas - Cirugía plástica - Online - Vacaciones - Prom Night - Dietas - Maestro - Lotería |

### Otros
| - Las Chicas Bond - Certámenes de belleza - John DeLorean - Larry Flynt - Patty Hearst - John F. Kennedy Jr. - Jacqueline Kennedy Onassis - Primeras damas de Estados Unidos | - Evel Knievel - JonBenét Ramsey - Richard Simmons - Martha Stewart - La Franja Sunset - Las esposas del fútbol - Las esposas del hiphop | - Grady Stiles - Heather Mills McCartney - Jim y Artie Mitchell - Ty Pennington - Siegfried & Roy - Linda Sobek - Las esposas de The Beatles - Laci Peterson | - Jill Ann Weatherwax - Heidi von Beltz - John Walsh - Pamela Des Barres - Amber Frey - Wally George - Elizabeth Glaser - Las exesposas del rock - Las esposas del rock |